# Туркменістан на Олімпійських іграх
Туркменістан вперше взяв участь у літніх Олімпійських іграх у 1996 році й з того часу не пропустив жодної літньої Олімпіади. В зимових Олімпійських іграх туркменські спортсмени жодного разу не виступали. До 1996 року туркменські спортсмени брали участь в Олімпійських іграх у складі олімпійської збірної СРСР, а на літніх Іграх 1992 року в Барселоні у складі Об'єднаної команди.
Національний олімпійський комітет Туркменістану було утворено в 1990 році та визнано 1993-го.
27 липня 2021 року на літніх Олімпійських іграх 2020 у Токіо важкоатлетка Поліна Гур'єва здобула першу олімпійську медаль для незалежного Туркменістану, а саме срібло у ваговій категорії до 59 кг. Довгий час держава залишалася єдиною пострадянською країною без нагород.

Іншими туркменами, які здобули олімпійську медаль, є зокрема Марат Ніязов (за СРСР на літніх іграх 1960 року) та Даніяр Ісмаїлов (виступав за Туркменістан у 2012 році, здобув медаль за Туреччину у 2016).
1. ↑  Turkmenistan wins first ever Olympic medal as Polina Guryeva takes home silver in weightlifting. sports.yahoo.com (амер.). Процитовано 5 лютого 2022.